# Fleur Gräper
Fleur Quirine Gräper-van Koolwijk (née le 23 décembre 1974) est une femme politique néerlandaise membre des Démocrates 66 (D66), qui est secrétaire d'État à la Culture et aux Médias de janvier 2024 à juillet 2024.

## Biographie
Née en 1974 à Leyde, Gräper étudie l'histoire,. Elle siège au Conseil provincial de Groningue, notamment en tant que cheffe de file parlementaire, et se présente pour la première fois à la Chambre des représentants lors des élections générales de 2010 en dix-huitième place sur la liste du D66. Elle n'est pas élue,. Gräper devient présidente du parti en 2013 et démissionne en 2015 pour rejoindre l'exécutif provincial de Groningue. En tant que membre de ce dernier, elle participe aux débats sur la partie sud du périphérique de Groningue. Gräper quitte l'exécutif provincial en juillet 2023.
Elle est nommée secrétaire d'État à la Culture et aux Médias le 12 janvier 2024, au sein du quatrième cabinet démissionnaire de Rutte. la titulaire Gunay Uslu a démissionné en décembre 2023 pour devenir PDG de Corendon et a été remplacé par Steven van Weyenberg. Cependant, Van Weyenberg est devenu ministre des Finances le mois suivant, laissant le poste de secrétaire d'État vacant à Gräper. Son mandat de secrétaire d'État prend fin le 2 juillet 2024, date de la prestation de serment du cabinet Schoof.